# Sinal de intervalo
Um sinal de intervalo, ou sinal de tuning, é um som característico ou frase musical utilizada na radiodifusão internacional por meio de ondas curtas e por algumas emissoras nacionais. Utilizado antes do início ou durante os intervalos de transmissões. Seus objetivos são vários:
- Fazer com o que ouvinte possa identificar facilmente a estação, mesmo que a emissora não transmita em um idioma conhecido.
- Sintonizar a freqüência correta da transmissão.
- Informar as outras estações que a frequência está em uso.

A prática começou na Europa nas décadas de 1920 e 1930 através das ondas curtas e, embora tenha diminuído com a era digital, todavia, não desapareceu.

## Sinais de intervalo de emissoras internacionais
Abaixo alguns sinais de intervalo de emissoras com transmissões internacionais.
- Rádio Nederland: Merck toch hoe sterck, canção patriótica da Guerra dos Oitenta Anos, interpretada com sinos.
- Voz da América: Yankee Doodle interpretada por uma orquestra.
- Deutsche Welle: Fidelio de Ludwig van Beethoven.
- NHK World Rádio Japão: Fragmento da sintonia Kojo no tsuki de Rentaro Taki, executado no vibrafone.
- Rádio Internacional da China: Hino nacional Marcha dos Voluntários interpretado com sinos.
- Rádio Sveriges International Ut i vida världen por Ralph Lundsten.[1]